# In the Sign of the Ravens
In the Sign of the Ravens är det första studioalbumet av viking metal-bandet Mithotyn. Det släpptes 1997 genom skivbolaget Black Diamond Productions.

## Låtlista
| Nr           | Titel                                    | Längd |
| ------------ | ---------------------------------------- | ----- |
| 1.           | Upon Raging Waves                        | 05:07 |
| 2.           | In the Sign of the Ravens                | 05:53 |
| 3.           | Shadows of the Past                      | 07:34 |
| 4.           | Lost in the Mist                         | 04:18 |
| 5.           | Embraced by Frost                        | 07:20 |
| 6.           | In the Forest of Moonlight               | 04:20 |
| 7.           | Tills dagen gryr ("Until the Day Dawns") | 01:02 |
| 8.           | Stories Carved in Stone                  | 08:00 |
| 9.           | Freezing Storms of Snow                  | 07:26 |
| 10.          | Where My Spirit Forever Shall Be         | 04:08 |
| 11.          | Let Thy Ale Swing                        | 00:59 |
| Total längd: | Total längd:                             | 56:07 |

| 12.          | As Brothers Now Bonded  | 05:18 |
| 13.          | In the Bower of Shadows | 03:02 |
| Total längd: | Total längd:            | 64:27 |

- Text: Stefan Weinerhall (spår 1–3, 5, 6, 8–10), Trad. (spår 7)
- Musik: Karl Beckmann (spår 1–4, 6, 8–11), Stefan Weinerhall (spår 1–3, 5, 6, 8, 9), Trad. (spår 7)

## Medverkande
Musiker (Mithotyn-medlemmar)
- Stefan Weinerhall – gitarr, sång
- Karl Beckmann – gitarr, sång, keyboard
- Rickard Martinsson – basgitarr, sång
- Karsten Larsson – trummor

Övriga musiker
- Annica Larsson – sång

Produktion
- Rolf Larsson – ljudtekniker, ljudmix
- Marco Jeurissen – omslagsdesign, omslagskonst
- Asa Lindhohn – foto
- Ronny Karlsson – foto